# 脆刺胸棘鯛
脆刺胸棘鯛，是輻鰭魚綱金眼鯛目燧鯛亞目燧鯛科的其中一種。分布於東南太平洋區智利維爾帕瑞索地區，棲息深度在250至300公尺，體長可達15.9公分，無任何經濟價值。